# Friendsville (Maryland)
Friendsville és una població dels Estats Units a l'estat de Maryland. Segons el cens del 2000 tenia 539 habitants.

## Demografia
Segons el cens del 2000, Friendsville tenia 539 habitants, 232 habitatges, i 134 famílies. La densitat de població era de 223,8 habitants/km².
Dels 232 habitatges en un 28,9% hi vivien nens de menys de 18 anys, en un 40,9% hi vivien parelles casades, en un 12,9% dones solteres, i en un 42,2% no eren unitats familiars. En el 39,2% dels habitatges hi vivien persones soles el 19,4% de les quals corresponia a persones de 65 anys o més que vivien soles. El nombre mitjà de persones vivint en cada habitatge era de 2,32 i el nombre mitjà de persones que vivien en cada família era de 3,05.
Per edats la població es repartia de la següent manera: un 25,4% tenia menys de 18 anys, un 8,3% entre 18 i 24, un 27,1% entre 25 i 44, un 22,4% de 45 a 60 i un 16,7% 65 anys o més.
L'edat mediana era de 40 anys. Per cada 100 dones de 18 o més anys hi havia 94,2 homes.
La renda mediana per habitatge era de 24.286 $ i la renda mediana per família de 28.750 $. Els homes tenien una renda mediana de 26.591 $ mentre que les dones 15.000 $. La renda per capita de la població era de 13.292 $. Entorn del 18,2% de les famílies i el 24% de la població estaven per davall del llindar de pobresa.

## Poblacions més properes
El següent diagrama mostra les poblacions més properes.